# Thibaudia involucrata
Thibaudia involucrata är en ljungväxtart som beskrevs av A. C. Smith. Thibaudia involucrata ingår i släktet Thibaudia och familjen ljungväxter. Inga underarter finns listade i Catalogue of Life.